# Bernd Eckenbach
Bernd Eckenbach (* 9. Dezember 1970 in Hochdorf) ist ein ehemaliger deutscher Motocrossfahrer und Sportcoach.

## Leben und Wirken
Nachdem er ursprünglich im Radsport seine sportliche Laufbahn begonnen hatte, wechselte er zu Beginn der 1980er auf Crossmotorräder. Ab 1988 trat er in diesem Sport als Profifahrer mit Sponsorenunterstützung an. 1998 wurde er Werksfahrer für Husqvarna und siedelte von seiner Heimat Baden-Württemberg nach Belgien über. Bis zu seinem Karriereende 2003 fuhr er zahlreiche Deutsche Meister- und Vizemeistertitel im Motocross ein. International konnte er sich einige Male unter den besten zehn platzieren und in der Gesamtwertung bis Platz vier vorkämpfen, aber nie sein Ziel vom Weltmeistertitel realisieren. Von 2003 bis 2006 war er als Testfahrer sowie in der Entwicklungsabteilung von KTM tätig. Außerdem trat er als Teammanager für das „DMSB KTM Kosak MX Junior Team“, das er mitbegründete, in Erscheinung. Ab 2007 war er zunächst für BMW – wo er unter anderem für die Markteinführung der BMW G 450 X verantwortlich war – und den Motorradausrüster Touratech beschäftigt. 2012 gründete er sein eigenes Unternehmen, das sich dem Coaching von Sportlern widmet.

## Erfolge
- 1983 Deutscher Meister BMX
- 1988–2003 insgesamt sechs Titel Deutscher Meister Motocross